# Erosida yucatana
Erosida yucatana är en skalbaggsart som beskrevs av Giesbert 1985. Erosida yucatana ingår i släktet Erosida och familjen långhorningar. Inga underarter finns listade i Catalogue of Life.